# Farida Yahi
Pour les articles homonymes, voir Yahi (homonymie).
Farida Yahi, née le 7 octobre 1981 à Bab El Oued, est une footballeuse internationale algérienne jouant au poste de défenseur,.

## Biographie

### Carrière en club
Farida Yahi joue pour la JS Kabylie entre 1999-2001, puis entre 2001 et 2002 elle joue à O.M.R. En 2002-2003, elle rejoint le F.C Casbah puis l'ASE Alger Centre en Algérie à partir de 2003.

### Carrière internationale
Farida Yahi participe au championnat d'Afrique 2010 organisé en Afrique du Sud.